# Abdijkerk van Saint-Savin-sur-Gartempe
De Abdijkerk van Saint-Savin-sur-Gartempe is een kerk uit het midden van de 11e eeuw gelegen in het Franse dorpje Saint-Savin-sur-Gartempe in departement Vienne (regio Nouvelle-Aquitaine). De voorganger van deze kerk werd waarschijnlijk gesticht in de 9e eeuw onder Karel de Grote en was gewijd aan de heiligen Sabinus en Cyprianus. In 827 werd hier in opdracht van Lodewijk de Vrome een van de eerste kerkorgels geplaatst door de Venetiaanse monnik Georgius.
Deze huidige 11e-eeuwse kerk staat sinds 1983 op de Werelderfgoedlijst van UNESCO. Het is de oudste hallenkerk in de streek Poitou. De bouw van de kerk is begonnen in opdracht van Odon II onder zijn abtschap, de architect ervan was François Le Duc. Deze kerk is geïnspireerd door de architectuur van het heilige graf van Jeruzalem. Het koor en dwarsschip dateren van 1060 tot 1085 en het langhuis dateert van 1095 tot 1115. In de kerk zijn er fresco's van het Oude Testament te zien, daardoor wordt deze kerk ook wel de "Romaanse Sixtijnse Kapel" genoemd.

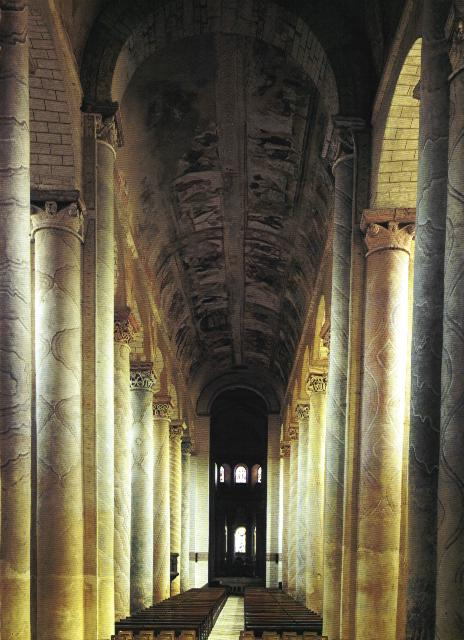
Interieur

Mont-Saint-Michel en baai · Kathedraal van Chartres · Paleis en park van Versailles · Basiliek van Vézelay op de colline éternelle · Prehistorische locaties en beschilderde grotten in de Vézèrevallei · Paleis en park van Fontainebleau · Kathedraal van Amiens · Romeins theater en omgeving en de triomfboog van Orange · Arles, Romeinse en romaanse monumenten · Cisterciënzer Abdij van Fontenay · Zoutziederij Salins-les-Bains en Koninklijke zoutziederij Arc-et Senans · Place Stanislas, Place de la Carrière en Place d'Alliance in Nancy · Abdijkerk van Saint-Savin-sur-Gartempe · Golf van Porto: Calanches de Piana, Golf van Girolata, Natuurreservaat Scandola · Pont du Gard · Straatsburg: Grande-Île · Parijs: oevers van de Seine · Kathedraal Notre Dame, Abdij van Saint-Remi en Paleis van Tau in Reims · Kathedraal van Bourges · Historisch centrum van Avignon · Canal du Midi · Historische vestingstad Carcassonne · Nationaal park Pyrénées-Mont Perdu · Pelgrimsroutes in Frankrijk naar Santiago de Compostella · Historisch Lyon · Rechtsgebied van Saint-Émilion · Loiredal tussen Sully-sur-Loire en Chalonnes-sur-Loire · Provins, stad van middeleeuwse jaarmarkten · Le Havre, stad herbouwd door Auguste Perret · Belforten in België en Frankrijk · Bordeaux, Port de la Lune · Vestingwerken van Vauban · Lagunes van Nieuw-Caledonië: rifdiversiteit en ecosystemen · Bisschopsstad Albi · Pitons, cirques en "remparts" van het eiland Réunion · De Causses en de Cevennen, mediterraan agropastoraal cultuurlandschap · Prehistorische paalwoningen in de Alpen · Steenkoolbekken van Nord-Pas-de-Calais · Beschilderde grot van de Pont d'Arc, bekend als de Grotte Chauvet-Pont-d’Arc, Ardèche · De climats van de wijnstreek Bourgogne · Heuvels, huizen en wijnkelders van Champagne · Architecturaal werk van Le Corbusier · Taputapuātea · Tektonisch landschap Chaîne des Puys en Limagnebreuklijn · Franse Zuidelijke Gebieden en Zeeën · Historische kuuroorden van Europa (Vichy) · Vuurtoren van Cordouan · Nice, winterbadplaats aan de Rivièra  · Oude en voorhistorische beukenbossen van de Karpaten en andere regio's van Europa ·  Te Henua Enata - De Markiezeneilanden
- Bibliothèque nationale de France: cb119886123 (data)
- Gemeinsame Normdatei: 4224671-4
- Système universitaire de documentation: 027954595
- Virtual International Authority File: 193713896